# Моби Дик
„Моби Дик“ (на английски: Moby-Dick)) е епичен роман от американския писател Херман Мелвил, който е издаден на 18 октомври 1851 година в Лондон. На български е преведен от Невяна Розева. Моби Дик е много продавана книга през 19 век.

## Сюжет
Романът описва преследването на белия кит, наречен Моби Дик, с китоловния кораб „Пекоуд“, под командването на капитан Ахаб.

## Превод и издаване в България
- 1935 – Херман Мелвил. Белият кит:Моби Дик. прев. Лазар Голдман Изд. „Т. Ф. Чипев“.
- 1962 – Херман Мелвил. Моби дик. Прев. от англ. Невяна Розева Изд. „Народна култура“. София, 1962.
- 1962 – Херман Мелвил. Моби дик. Прев. от англ. Изд. „Народна младеж“. София, 1962.
- 1977 – Херман Мелвил. Моби дик. Прев. от англ. Невяна Розева Изд. „Народна култура“. София, 1977.
- 1983 – Херман Мелвил. Избрани произведения в 5 тома. Том 3:Моби дик. Прев. от англ. Невяна Розева Изд. „Георги Бакалов“. Варна, 1983.
- 2009 – Херман Мелвил. Моби дик. Прев. от англ. Невяна Розева Изд. „Вестникарска група България“. София, 2009.
- 2009 – Херман Мелвил. Моби дик:капитан Ахав преследва белия кит. Прев. от англ. Ваня Пенева Изд. „Емас“. София, 2009.
- 2014 – Херман Мелвил. Моби дик. Прев. от англ. Невяна Розева Изд. „Изток-Запад“. София, 2014.